# ロウェット島
ロウェット島(ロウェットとう、Rowett Island)は、長さ0.8kmのサウス・シェトランド諸島にある岩石質の島である。エレファント島のルックアウト岬のすぐ沖に位置する。ロウェット島は、1822年頃からアメリカとイギリスのアザラシ猟の場として知られていた。1921年から1922年にかけて行われたアーネスト・シャクルトン率いるイギリス探検隊のメンバーによって、資金を提供したパトロンであるジョン・ロウェットにちなんで命名された。